# Super PI

Screenshot von Super PI nach der Berechnung

Super PI ist ein Computerprogramm, das die Zahl Pi auf eine bestimmte Anzahl von Nachkommastellen berechnet, maximal 32 Millionen. Dabei gebraucht es den von Salamin und Brent wiederentdeckten AGM-Algorithmus von Gauß und Legendre und ist eine Windows-Version des Programms, mit dem Yasumasa Kanada 1995 die Zahl Pi auf 232 Stellen berechnet hat.

## Bedeutung für die Computerwelt
Die Applikation Super PI wird meistens von Anwendern genutzt, die ihren Computer übertakten. Mit dem Programm lässt sich einerseits feststellen, wie schnell der Rechner absolut ist, sodass man das Ergebnis mit anderen Computern vergleichen kann. Vor allem die Performance der CPU und des Arbeitsspeicher ist maßgeblich an dem Ergebnis der Rechnungen beteiligt. Obwohl Super PI nicht das schnellste Programm ist, um die Kreiszahl zu berechnen, ist es dennoch in Fachkreisen äußerst beliebt.

## Fälschungen der Ergebnisse
Um immer bessere Ergebnisse und schnellere Zeiten zu erreichen, werden manche PI-Ergebnisse und Screenshots gefälscht. Somit kommt es zu extrem guten Werten, die selbst auf modernsten Systemen in der Realität nicht erreicht werden. Eine modifizierte Version von Super PI soll deshalb eine Möglichkeit zur Validation der Ergebnisse integriert haben, damit Fälschungen unmöglich und Fehler erkannt werden.

## Entwicklung
Als Super PI erstmals erschien, war es für Einkernprozessoren ausgelegt. Inzwischen besitzen aber viele CPUs zwei oder häufig vier oder mehr Kerne. Aus diesem Grunde musste Super PI angepasst werden, sodass nun alle vorhandenen Kerne genutzt werden. Dies führt zu viel höheren Leistungen und schnelleren Zeiten. Auch verlor das Programm durch die erhöhte Rechengeschwindigkeit und die damit verkürzte Rechendauer bei Stabilitätstest immer mehr an Bedeutung, da es nicht lange genug läuft, um Fehler oder Instabilität erkennen zu können. Deshalb werden für solche Tests immer öfter andere Programme genutzt.